# Harcourt (editură)
Harcourt a fost o editură din Statele Unite ale Americii cu o lungă istorie în publicarea cărților de ficțiune și non-ficțiune pentru adulți și copii. Din 1919 până în 1982 a avut sediul în New York, după care a fost relocalizată la San Diego, California, având birouri editoriale/comerciale/marketing/juridic la New York și Orlando, Florida.
Houghton Mifflin a achiziționat Harcourt în 2007. Ea a a încorporat numele Harcourt pentru a forma Houghton Mifflin Harcourt. Începând din 2012, toate cărțile Harcourt au fost relansate sub numele Houghton Mifflin Harcourt. Divizia pentru copii a editurii Harcourt și-a păstrat numele pe toate cărțile sale, ca parte a HMH.
În 2007, divizia U.S. Schools Education and Trade Publishing a Harcourt Education a fost vândută de Reed Elsevier către Houghton Mifflin Riverdeep Group. Harcourt Assessment și Harcourt Education International au fost achiziționate de către Pearson, editură educațională internațională, în ianuarie 2008.

## Produse
Divizia pentru adulți a Harcourt a fost unul dintre editorii literari de top ai Americii. Aici au fost publicate cărțile lui Sinclair Lewis, Virginia Woolf, T. S. Eliot, All the King's Men al lui Robert Penn Warren și The Color Purple a lui Alice Walker. Harcourt a publicat, de asemenea, literatură de înaltă calitate în traducere, dobândind drepturile de autor ale scrierilor unor autori europeni precum Günter Grass (Germania) și Umberto Eco (Italia).

## Alte surse
- Company History. Harcourt Assessment (website). 2006. Retrieved 2007-02-21.
- History of Harcourt Trade Publishers. Harcourt Trade Publishers (website). 2004. Retrieved 2006-12-04.
- Harcourt Achieve. The New York Times Job Market (website). Retrieved 2006-12-04.